# Дед Мороз
Дед Моро́з — главный сказочный персонаж на русском празднике Нового года, русский вариант рождественского дарителя.
Прообразами являются Мороз — персонаж славянского сказочного фольклора и календарных обрядов, и западноевропейские рождественские персонажи (Санта-Клаус и др.), основанные на образе святого Николая Чудотворца. Известен (как Мороз Иванович) с 1840 года, но создание канонического образа Деда Мороза как обязательного персонажа новогоднего, а не рождественского праздника произошло в советский период и относится к концу 1930-х годов, когда после нескольких лет запрета вновь была разрешена праздничная ёлка.
Дед Мороз изображается как старик в цветной (голубой, синей, красной или белой) шубе, с длинной белой бородой и посохом в руке, обутый в валенки. Ездит на тройке лошадей. Часто приходит в сопровождении внучки Снегурочки, а в советский период и Мальчика Нового Года, персонификации наступающего или наступившего года. Также Деда Мороза иногда сопровождают различные лесные звери. В пьесе-сказке «Снегурочка» А. Н. Островского (1873 год), в её многочисленных экранизациях, в опере «Снегурочка» Н. А. Римского-Корсакова (1881 год), в балете «Снегурочка» В. П. Бурмейстера (1961 год) и других произведениях Мороз или Дед Мороз — один из главных героев, а Снегурочка — его дочь, а не внучка.

## Славянские фольклор и обряды

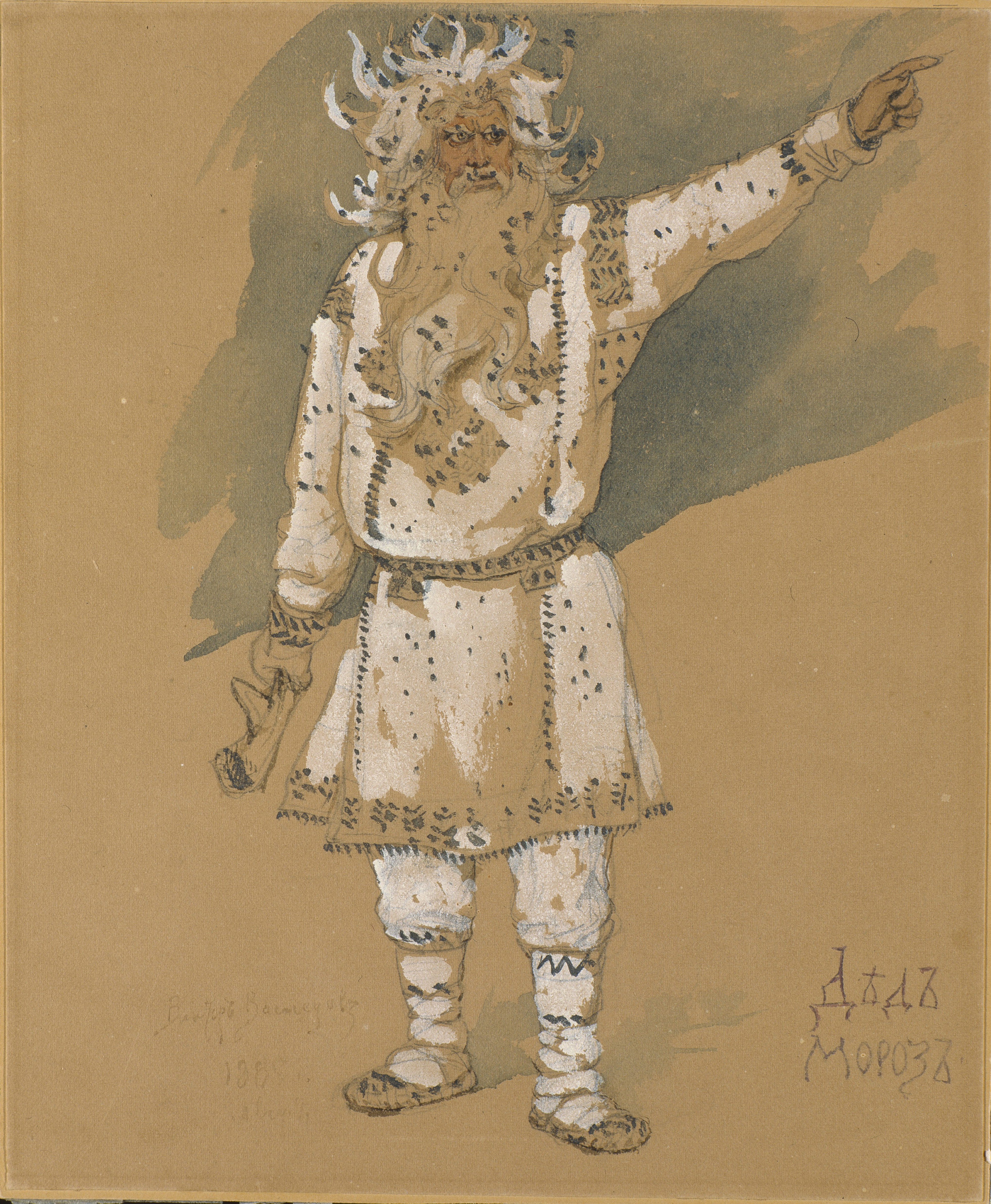
«Дед Мороз», В. М. Васнецов, 1885

В XVIII—XIX веках персонаж с именем Дед Мороз или какой-либо дух, отвечающий за мороз и холод, среди русского крестьянства не был известен. Версия, что это языческое божество, появилась позже.
Персонификация Мороза как природной стихии отмечается в восточнославянском ритуале приглашения «мороза» на праздничную трапезу (на кутью, кисель, блины), включенном в святочный или пасхальный (Велик день) комплексы. Считалось необходимым накормить Мороз обрядовой пищей, чтобы он не морозил посевы злаков и огородные культуры. На праздничное угощение на Святки приглашались деды — умершие предки, отвечавшие за благополучие семьи. Такому предку предлагали поминальную пищу, и иногда уважительно обращались к нему — пан Мороз или Мороз Васильевич. Ему оставляли угощение, а в ответ ожидали, например, богатого урожая.
Косвенно Мороз отражён во всех славянских традициях, в основном в пословицах и поговорках. Восточнославянский сказочный Мороз — богатырь, кузнец, сковывающий воду «железными» морозами (калинниками, по народной этимологии связанными с глаголом «калить»). Близкие представления отражают чешские и сербо-хорватские фразеологические обороты и обычаи, связанные с кузнецами. Предположительно, сказочный Мороз (Трескун, Студенец), в русской сказке идущий с Солнцем и Ветром и угрожающий заморозить встретившегося им мужика, может быть сопоставлен с Морозом, который живёт в ледяной избушке и, выполняя функцию сказочного помощника, одаривает пришедшего к нему.
Среди сказок, опубликованных А. Н. Афанасьевым в 1856 году, фигурирует Морозко — олицетворение зимы: зимний дух, дающий каверзные поручения двум девушкам, повстречавшим его в зимнем лесу.
Образ Мороза как высокого (или очень маленького ростом) старика с длинной белой бородой, приходящего с северной стороны, который бегает по полям и стуком своей палки вызывает трескучие морозы (упомянутый первоначально в трудах Афанасьева, а затем и в других исследованиях по славянской мифологии), не подтверждается позднейшими этнографическими и фольклорными свидетельствами.

## Формирование образа

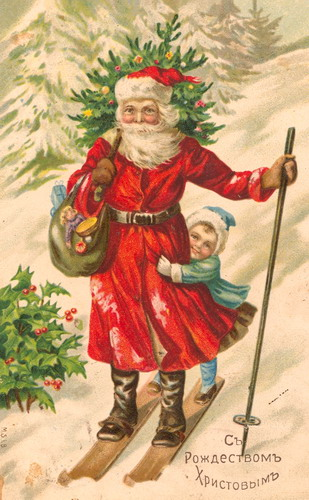
Дореволюционная рождественская открытка со святым Николаем

В своём исследовании С. Б. Адоньева указывает, что канонический образ Деда Мороза с внучкой Снегурочкой как обязательных персонажей новогоднего праздника сформировался уже в советское время и относится к концу 1930-х годов, когда после нескольких лет запрета вновь была разрешена праздничная ёлка. Е. В. Душечкина, в целом соглашаясь с таким мнением, указывает на более древние источники формирования образа. Более подробно она рассматривает этот вопрос в отдельной книге.
В литературную традицию Дед Мороз вошёл раньше публикации собрания сказок, записанных А. Н. Афанасьевым (1856). В сборник В. Ф. Одоевского «Сказки дедушки Иринея» (1840) была включена сказка «Мороз Иванович», где впервые давалась литературная трактовка образа фольклорного и обрядового Мороза. Созданный Одоевским образ ещё не слишком похож на знакомого новогоднего персонажа. Календарная приуроченность сказки — не Рождество или Новый год, а весна. Поэтому Мороз Иванович живёт в ледяной стране, вход в которую открывается через колодец. И не Мороз Иванович приходит к детям, а дети приходят к нему. Никаких подарков к какой-то дате он не делает, хотя и может щедро вознаградить за хорошо выполненную работу. Однако, как пишет Е. В. Душечкина:

… образ этот уже узнаваем: «добрый Мороз Иванович» — «седой-седой» старик, который «как тряхнёт головой — от волос иней сыплется»; живёт он в ледяном доме, а спит на перине из пушистого снега. Рукодельницу за хорошую работу он одаривает «горстью серебряных пятачков», однако и Ленивицу не замораживает (как Морозко старухину дочь в сказке), а лишь проучивает, дав ей вместо серебра сосульку… В педагогической сказке Одоевского обрядовый Мороз и сказочный Морозко превращены в доброго, но справедливого воспитателя и наставника.
Русский народный образ Мороза получил поэтическую обработку в поэме Н. А. Некрасова «Мороз, Красный Нос» (1863). У крестьянки Дарьи умер муж. Когда наступает зима, для спасения своих детей Дарья отправляется за дровами в лес и замерзает насмерть. Её смерть описана как встреча с воеводой Морозом, образ которого заимствован из сказки «Морозко». Мороз Некрасова тоже ходит по деревьям и испытывает героиню, спрашивая: «Тепло ли тебе, молодица?»
Долгое время Мороз Иванович и ёлка с Новым годом не были связаны. Объединение этих образов произошло во второй половине XIX века, когда в городской среде России отмечаются первые попытки создать самобытного «рождественского деда», который дарил бы подарки русским детям, как Николай Угодник у их западных сверстников. При Александре II упоминаются «старый Рупрехт» (явно немецкого происхождения, 1861), святой Николай или «дедушка Николай» (1870) — единичные попытки, которые не прижились. Однако народные представления о святом Николае в дальнейшем оказали определённое влияние на создание образа Деда Мороза. В 1886 году впервые отмечается «Морозко». В 1880-х годах всё прочнее закрепляется образ Дедушки Мороза, который дарит детям подарки; так, С. Н. Дурылин в написанных в 1924—1932 годах мемуарах о своём детстве конца XIX века пишет: «Дед Мороз приносит ёлку». К началу XX века уже складывается знакомый образ Деда Мороза. Тогда же из иллюстрированных переводов Валерия Каррика сказка о Морозке становится знакомой и англоязычным читателям. В переводе Морозко выступает под именем «Король Мороз» (англ. King Frost). В 1914 году Сергей Есенин в стихотворении «Сиротка» изображает Дедушку Мороза, который дарит жемчуг девушке-сироте. В 1910-х годах Дед Мороз стал «живьём» появляться на ёлках. На дореволюционных праздничных открытках появляются изображения Деда Мороза.
В конце 1920-х — начале 1930-х годов Советское государство в своей антирелигиозной политике предпринимало попытки искоренить празднование Рождества и Нового года. Советская пропаганда подвергала дореволюционные традиции осмеянию или «разоблачению». В рамках этой кампании распространялась идея, что Дед Мороз является пережитком языческого прошлого, языческим божеством, причём злым. Утверждалось, что он был «духом ёлки», которому древние славяне приносили жертвы и развешивали их на ветвях деревьев. Якобы именно в память об этом праздничная ёлка украшается фигуркой Деда Мороза.
В советский обиход Дед Мороз вернулся в канун 1936 года. Это произошло после того, как 28 декабря 1935 года член Президиума ЦИК СССР П. П. Постышев опубликовал в газете «Правда» статью, где предложил организовать для детей празднование Нового Года с новогодней ёлкой (однако Постышев не предлагал вернуть Деда Мороза), после чего по всей стране начинают организовываться новогодние мероприятия с использованием переосмысленной старой «рождественской» атрибутики. Официальное торжественное возвращение Деда Мороза произошло очень скоро. В первом в СССР Харьковском Дворце пионеров (открыт в 1935 году) 30 декабря 1935 года прошла первая в СССР после «реабилитации» официальная новогодняя ёлка. А в январе 1937 года Дед Мороз со Снегурочкой приветствовали гостей на празднике в московском Доме Союзов.
В формировании нового образа Деда Мороза важную роль сыграл и советский кинематограф.

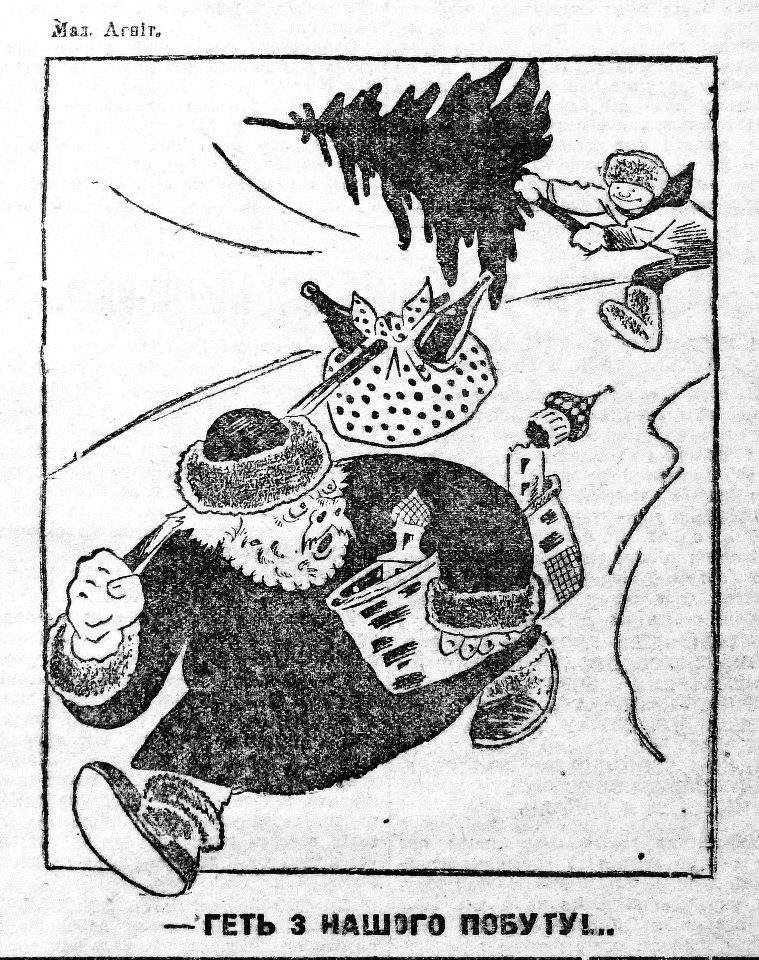
Антирелигиозная советская пропаганда, 1928
Открытка «Новогодние подарки Дед Мороз врагу несёт», художник С. Боим, 1941
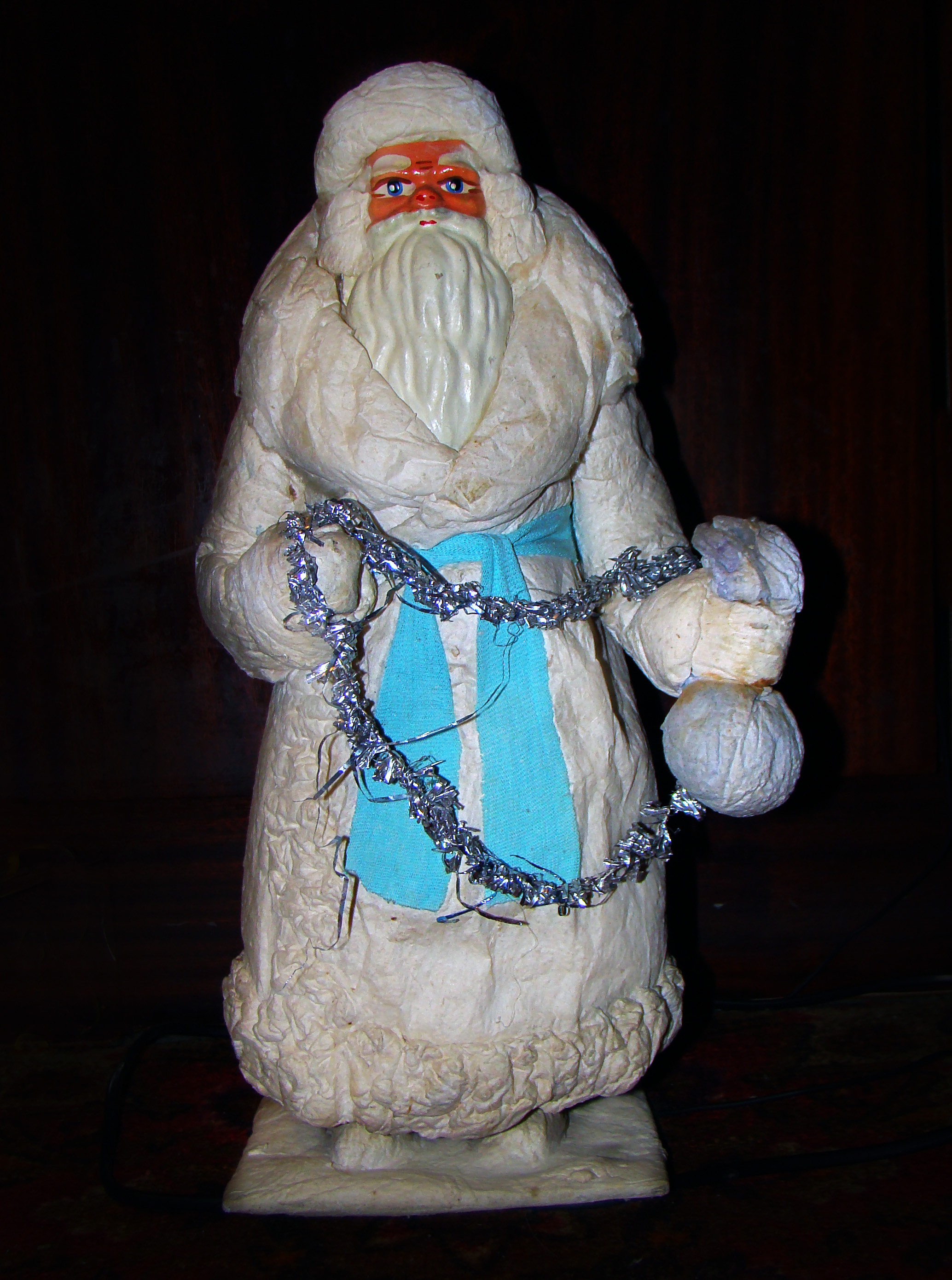
Фигурка Деда Мороза, папье-маше, вата. СССР, 1960-е годы
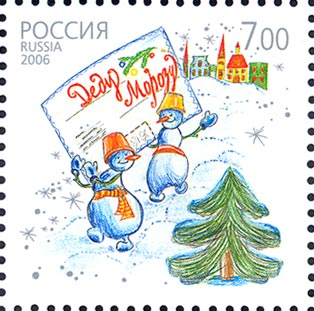
Почтовая марка Деда Мороза. Почтовая марка России, 2006. Рисунок победительницы Всероссийского конкурса «Почтовая марка Деда Мороза» в номинации «Юношеские работы» Марии Лакеевой

В советский период Деда Мороза иногда, помимо Снегурочки и зверей, сопровождал Мальчик Новый Год в красной шубе и шапке (на одном из этих предметов одежды часто указывался наступающий/наступивший год). Мальчик выступал как своеобразный преемник Деда Мороза, персонификация нового года, тогда как сам Дед Мороз олицетворял уходящий/ушедший год. Чаще всего мальчик изображался на новогодних открытках конца 1950-х — середины 1980-х годов. В одном из мультфильмов был представлен в качестве внука Деда Мороза и летал на самолёте. Позднее популярность этого персонажа стала падать, и к настоящему времени он почти забыт.

## Дед Мороз и православие
Отношение Русской православной церкви к Деду Морозу ещё в начале XX века было неоднозначным.
На эту тему высказывался в 2000 году, во время своего визита в Вологду, митрополит Сергий (Фомин): «… Дед Мороз — это добрый персонаж, знакомый каждому из нас с детства. И нужно помнить об этом, нужно различать персонажи добрые и злые. Мне кажется, что образ Деда Мороза — это нормальное развитие нашей светской духовной традиции».

## Современная Россия

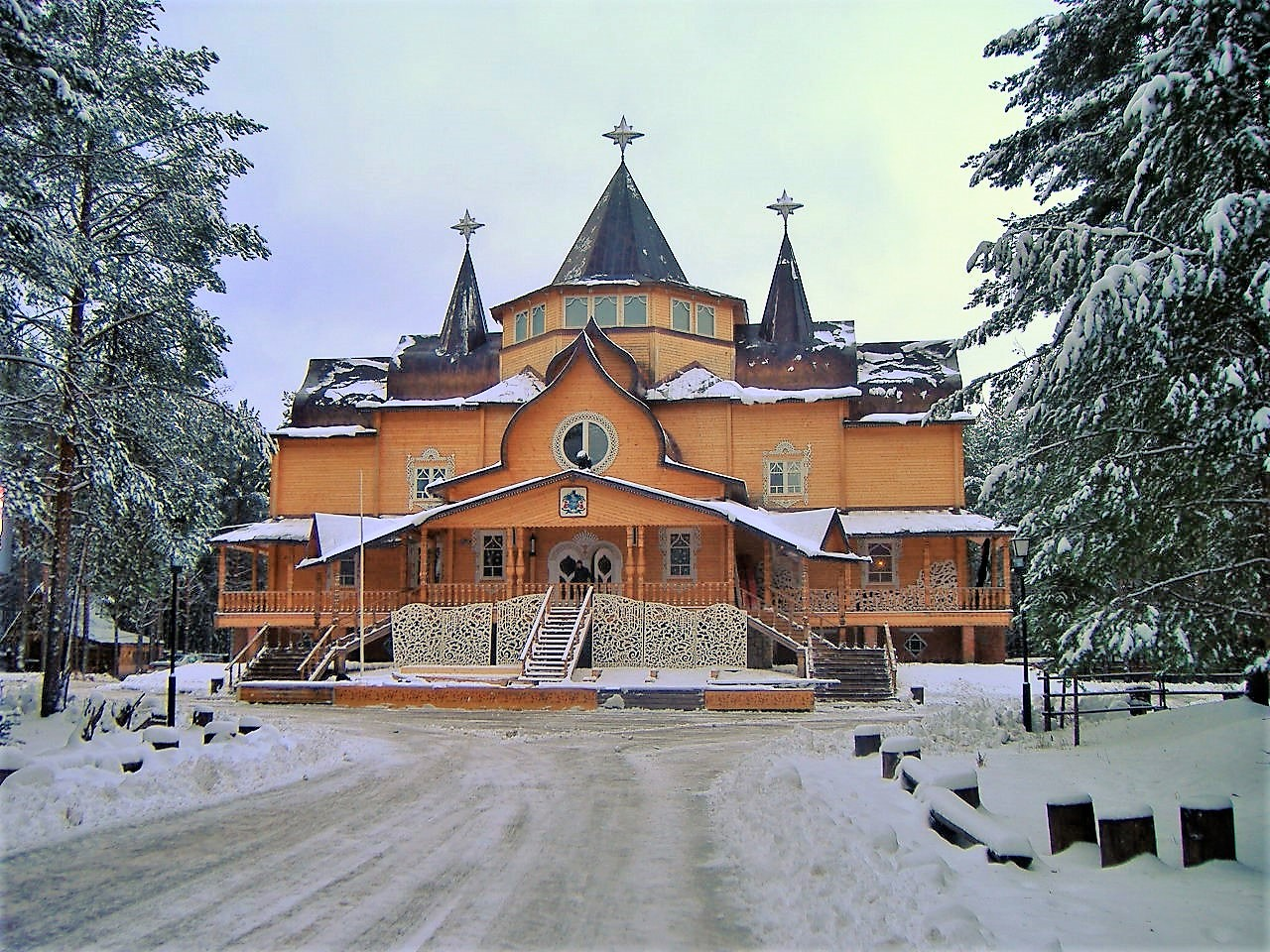
Дом Деда Мороза в Великом Устюге

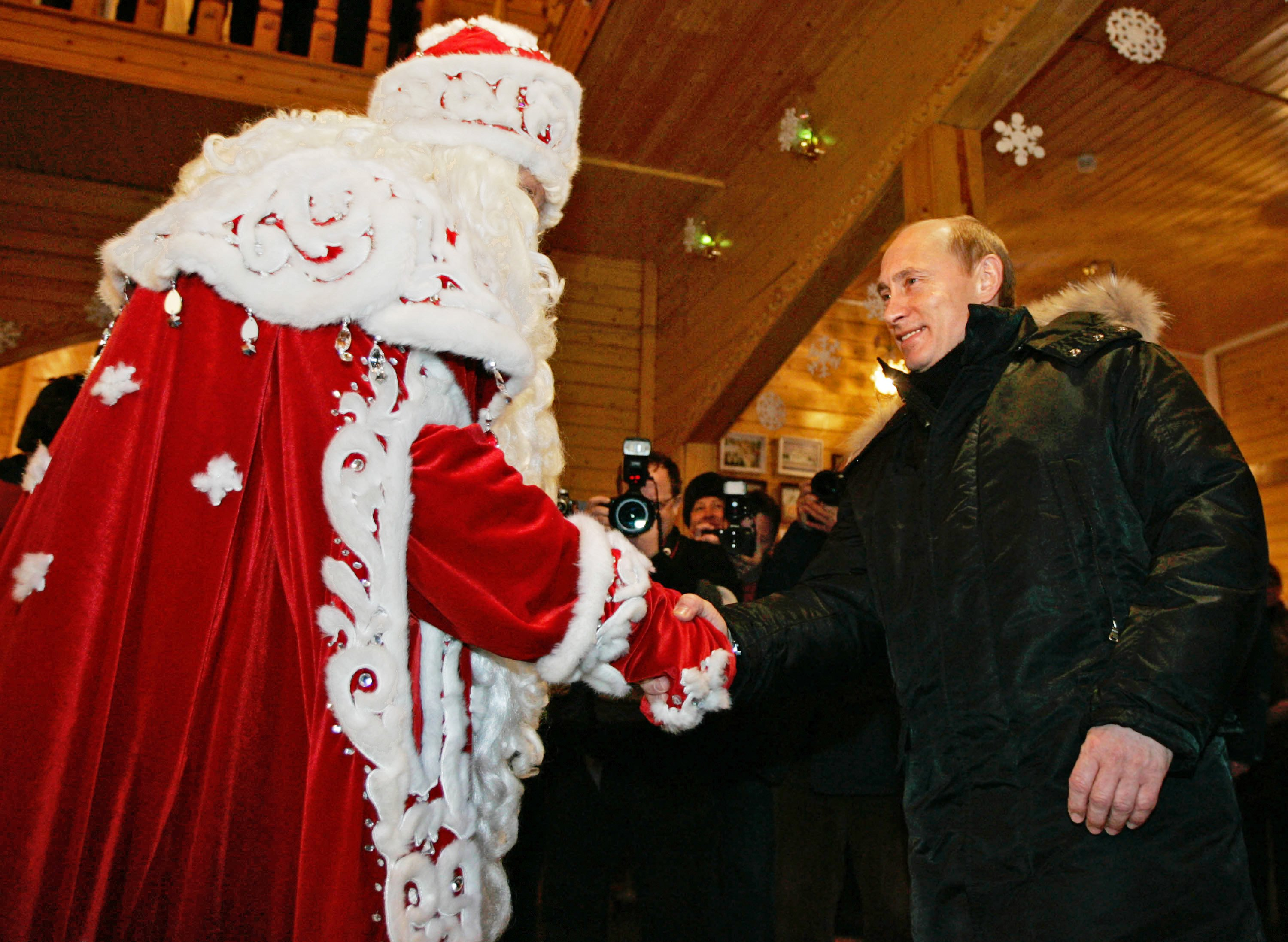
Дед Мороз и Владимир Владимирович Путин пожимают друг другу руки в Великом Устюге 7 января 2008 года.

В России существует несколько независимых проектов, связанных с Дедом Морозом. Первая родина Деда Мороза, Архангельск, появилась по инициативе обкома ВЛКСМ, поддержанной тогда, в самом конце 1980-х годов, директорами Архангельского морского торгового порта, военного Севмашзавода, других крупных предприятий. В начале 1991 года были созданы ЗАО «Дом Деда Мороза» и ТОО «Почта Деда Мороза», зарегистрированы соответствующие товарные знаки. В 1995 году руководство Лапландского заповедника на Кольском полуострове запустило проект «Сказочная Лапландия — Владения Деда Мороза», по которому резиденция Деда Мороза располагалась в Чунозерской усадьбе. По инициативе бывшего мэра Москвы Юрия Лужкова в Вологодской области с 1998 года действует государственный туристический проект «Великий Устюг — родина Деда Мороза». В рамках этого проекта с 2005 года также отмечается «официальный» день рождения Деда Мороза: 18 ноября. Эта дата была выбрана как день, близко к которому в Великом Устюге по статистике ударяют первые сильные морозы.
Ситуацию с несколькими общероссийскими Дедами Морозами, в том числе лапландским и великоустюгским, разрешили так: поскольку Дед Мороз волшебник, он может быть одновременно и в Лапландии, и в Великом Устюге. Если на детских письмах Деду Морозу не указан Лапландский заповедник, то их доставляют в Великий Устюг.
25 декабря 1999 года в Великом Устюге состоялось торжественное открытие «Дома Деда Мороза». В город идут туристические поезда из Москвы, Санкт-Петербурга, Вологды, других городов России. По словам бывшего губернатора Вологодской области В. В. Позгалёва, за первые три года (с 1999 по 2002) число туристов, посетивших Великий Устюг, выросло с 2 тысяч до 32 тысяч. С начала реализации проекта Деду Морозу было направлено более миллиона писем от детей из различных стран, а товарооборот в городе вырос в 15 раз и снизилась безработица.
Московская усадьба Деда Мороза была создана в рамках межрегионального проекта «Великий Устюг — Родина Деда Мороза». В 2004 году мэр Москвы Ю. М. Лужков и префект Юго-Восточного округа столицы В. Б. Зотов приняли решение построить Почту Деда Мороза, торжественное открытие которой состоялось через год. В 2006 году в Усадьбе были открыты четыре новых объекта: терем Снегурочки, терем Творчества, ледовый каток, тропа сказок. 5 августа 2008 года распоряжением правительства Москвы Московской усадьбе Деда Мороза был присвоен статус государственного бюджетного учреждения. Учредителем Усадьбы является Комитет общественных связей города Москвы. Усадьба работает круглый год, основная активность приходится на период с 18 ноября — дня рождения Деда Мороза, до середины января. В течение года в усадьбе проходят праздничные концерты, игровые программы, мастер-классы, экскурсии по Почте и теремам зимних волшебников, разнообразные мероприятия с общественными организациями. Ежегодно в усадьбу поступает более 20 тысяч писем.
В конце декабря 2011 года появилась своя сказочная резиденция в Мурманске. Дом лапландского Деда Мороза был возведён там на территории парка «Огни Мурманска».
Помимо «общенациональных» Дедов Морозов с резиденциями в Архангельске, Великом Устюге и на Чунозере, на территории Российской Федерации известны и их «коллеги» других народов. Например, в Карелии под Петрозаводском можно посетить Паккайне (в переводе с ливвиковского диалекта карельского языка Морозец). Этот герой, впрочем, довольно далёк от привычного образа. Он средних лет, у него нет бороды, а живёт он в большом чуме.

## Белоруссия

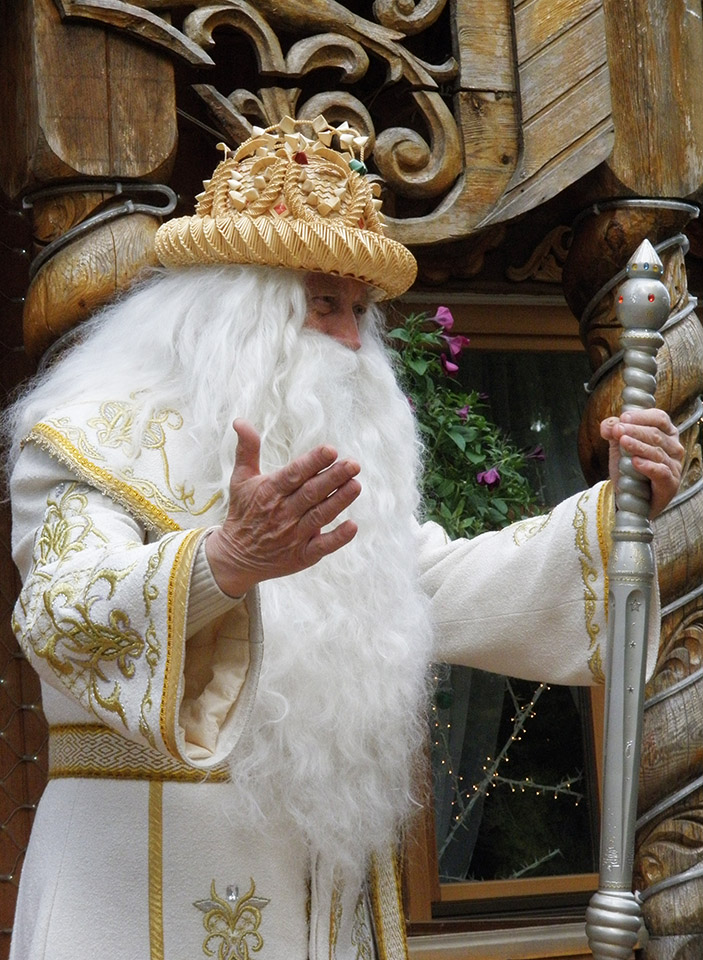
Белорусский Дед Мороз в его осеннем наряде.

В Белоруссии Дед Мороз (бел. Дзед Мароз) также имеет свою официальную резиденцию. 25 декабря 2003 года на территории национального парка «Беловежская пуща» приветствовал в своей усадьбе первых гостей белорусский Дед Мороз со Снегурочкой. С тех пор Дед Мороз круглый год, а не только под Новый год, встречает гостей. За первые пять лет работы Поместья здесь побывало более 340 тысяч туристов из 70 стран мира.
Белорусский Дед Мороз одет в длинную шубу до пят, ходит с волшебным посохом. Самым первым официальным Дедом Морозом в Беловежской пуще был Вячеслав Семаков, заместитель директора белорусского Национального парка «Беловежская пуща» по научно-исследовательской работе. О своей двухлетней карьере Деда Мороза он написал книги «Как я был Дедом Морозом» и «Дед Мороз и его родня» (совместно с генеральным директором национального парка Николаем Бамбизой).
Общая площадь поместья составляет 15 гектаров. Кроме собственно Дома Деда Мороза, в поместье также имеется отдельный домик для Снегурочки, Сокровищница (бел. Скарбніца), где хранятся подарки и письма, присланные детьми, и Музей Деда Мороза. На территории резиденции произрастает, как ошибочно заявляют в национальном парке, «самая высокая в Европе» сорокаметровая натуральная ель, которой 120 лет.
Территория усадьбы украшена многочисленными деревянными статуями различных сказочных персонажей, макетом мельницы и «волшебным» колодцем. Филиал почтового ящика Деда Мороза находится в минском парке им. Горького.
С 2011 года Белорусская железная дорога организовала праздничный вагон в поместье Деда Мороза в Беловежскую пущу, который будет курсировать с 23 декабря.
Также имеется «неофициальный» аналог Деда Мороза из белорусских сказок — Зюзя Поозёрский, который проживает в деревне Озерки, расположенной рядом с городом Поставы.

## Украина

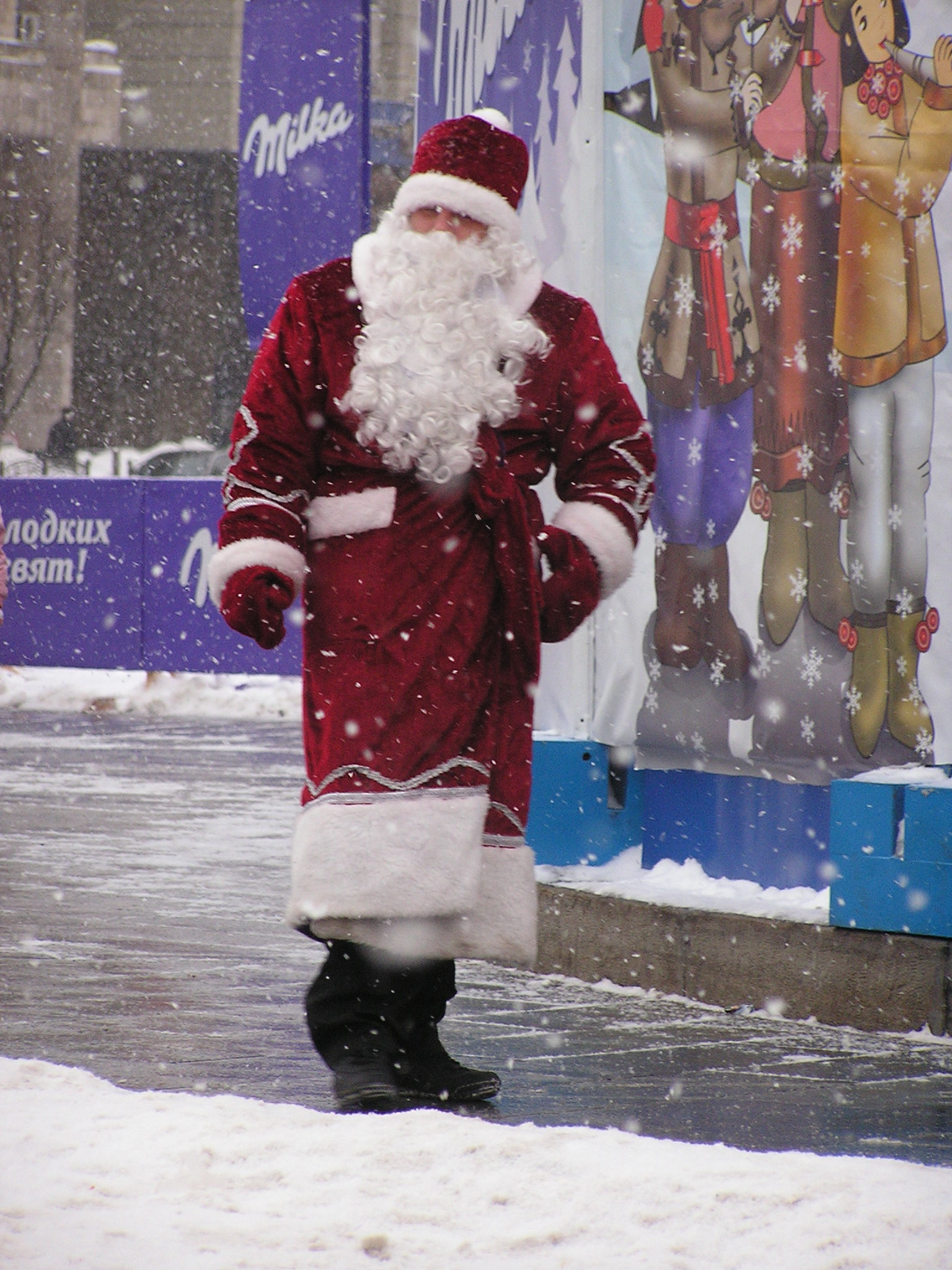
Дед Мороз на площади Независимости (2003)

В качестве новогодних дарителей популярны и Дед Мороз (укр. Дід Мороз), и Святой Николай (укр. святий Миколай; преимущественно в западных областях, до середины XX века входивших в границы Австро-Венгрии и Польши). Украинский Дед Мороз с 2014 года проживает на территории ВДНХ Украины и на территории парка «Киевская Русь». Святой Николай с 2004 года имеет резиденцию в Ивано-Франковской области, в селе Пистынь, где принимает местных и зарубежных гостей.
В украинской прессе распространены утверждения, что советизированный образ покровителя праздника Нового года подменил собой исконно почитаемого среди украинцев христианского заступника, который приносит в ночь с 18 на 19 декабря детям подарки (миколайчики) и кладёт их под подушку (см. Никола Зимний).
На фоне обострения отношений с Россией городской голова Киева Виталий Кличко распорядился в ноябре 2014 года перенести главную ёлку Украины с площади Независимости на одну из древнейших площадей Киева — Софийскую. С целью восстановления «древних традиций празднования Нового Года» было решено, что в праздновании будет принимать участие не Дед Мороз, а Святой Николай.

## В советском и российском кинематографе
Художественные фильмы
- «Морозко» (1964) — роль Морозко исполняет Александр Хвыля;
- «Снегурочка» (1968) — Пётр Никашин;
- «Новогодние приключения Маши и Вити» (1975) — роль Деда Мороза исполняет Игорь Ефимов;
- «Срочно требуется Дед Мороз» (2007) — Леонид Неведомский;
- «Дедушка в подарок» (2008) — Александр Михайлов;
- «Страна ОЗ» (2015) — Юлия Незлученко;
- «Дед Мороз. Битва магов» (2016) — Фёдор Бондарчук.

Мультфильмы
- «Дед Мороз и серый волк» (1937)
- «Новогодняя ночь» (1948)
- «Когда зажигаются ёлки» (1950)
- «Снеговик-почтовик» (1955)
- «Новогоднее путешествие» (1959)
- «Дед Мороз и лето» (1969)
- «В лесу родилась ёлочка» (1972)
- «Ну, погоди!», новогодний выпуск (1974)
- «Дед Мороз и серый волк» (1978)
- «Новогодняя песенка Деда Мороза» (1983)
- «Маша и Медведь» (мультсериал, с 2009) — в серии «Раз, два, три! Ёлочка, гори!»
- «Белка и Стрелка. Озорная семейка» (мультсериал, 2012) — 1 сезон 3 выпуск 6 серия «Настоящий Дед Мороз» (изображён Дед Мороз у собак)
- «Смешарики» — в серии «Операция „Дед Мороз“».
- «Три богатыря и принцесса Египта» (2017)

См. также: Категория:Новогодние мультфильмы СССР